# Opération Light
Théâtre d'Asie du Sud-Est de la Guerre du Pacifique
Batailles
- Opération Cockpit
- Opération Transom
- Opération Matterhorn (Pelembang - Kuala Lumpur)
- Bombardements de Bangkok (1942-45)
- Bombardements de Singapour (1944-45)
- Opération Crimson
- Opération Banquet (Padang)
- Opération Light
- Opération Millet
- Opération Outflank (Robson - Lentil - Meridian)
- Opération Sunfish
- Opération Bishop
- Opération Balsam
- Opération Collie
- Opération Livery

L'Operation Light était une opération aéronavale britannique pendant la Seconde Guerre mondiale sous le commandement du contre-amiral Clement Moody. L'objectif était d'effectuer des frappes aériennes sur les positions japonaises à Sigli, au nord de Sumatra, en Indonésie, et une reconnaissance aérienne au-dessus des îles Nicobar du 16 au 23 septembre 1944.
L'opération devait coïncider avec le débarquement allié à Morotai, désigné par le nom de code Opération Tradewind, ainsi que le débarquement de la 1re division des Marines dans l'État de Peleliu (Palaos) lors de la bataille de Peleliu.

## Action

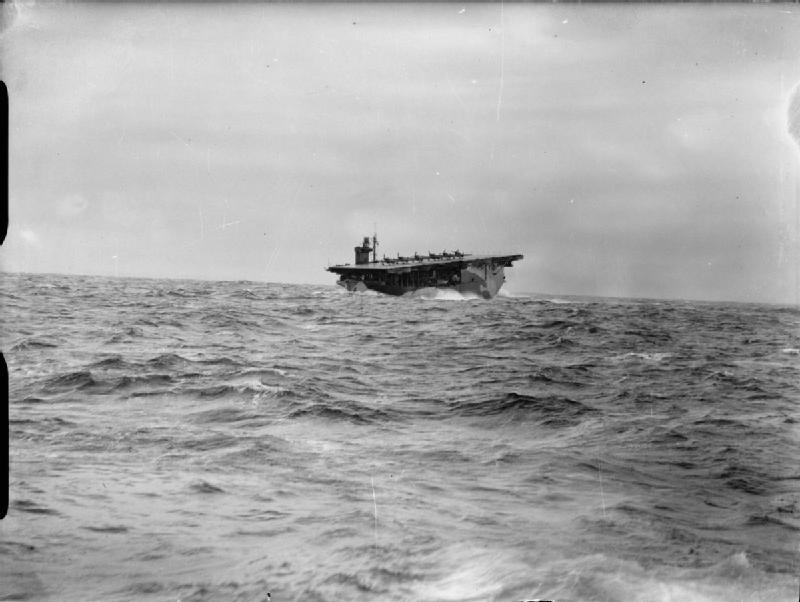
HMS Victorious

L'opération a été menée par les porte-avions HMS Victorious et HMS Indomitable, transportant des Vought F4U Corsairs, et escortée par le cuirassé HMS Howe, le croiseur HMS Cumberland, les destroyers Racehorse, Raider, Rapid, Redoubt, Relentless, Rocket et Rotherham.
Le raid a vu un certain nombre de problèmes.
- Premièrement, en raison de l'inefficacité technique des porte-avions, le Victorious n'a pu lancer que 22 avions, et l' Indomitable a mis quarante minutes pour expédier seulement 18 avions.
- Deuxièmement, les équipages de la Fleet Air Arm ont souffert d'un manque de renseignement sur la cible, une conséquence du manque d'avions de reconnaissance à très longue portée basés en Inde et à Ceylan.

Un rapport du raid déclare que "Après l'attaque, les combattants ont parcouru la zone à la recherche des grands bâtiments de la région qui seraient alors mitraillés dans l'espoir que les seigneurs japonais y étaient en résidence".